# Noemi Elisa Aderaldo
Noemi Elisa Costa de Soriano Aderaldo (Fortaleza, 7 de maio), é uma professora e escritora brasileira, membro da Academia Cearense de Letras.

## Biografia
Filha de Aluysio Soriano Aderaldo e de Francisca Noemi Costa de Soriano, é licenciada pela Faculdade de Letras da Universidade Federal do Ceará, em 1964. Fez os seguintes cursos de extensão: Literatura Brasileira, na UFC; História da Cultura Portuguesa, na Universidade de Brasília; e Filosofia de Platão, História da Arte e Língua e Literatura Luso-Brasileira, na Universidade de Lisboa. Tem curso de aperfeiçoamento em Metodologia do Ensino Superior, na UFC e mestrado na Universidade de Brasília. 
Dedicou-se ao magistério, tendo sido professora do Colégio Estadual do Ceará, da Fundação Educacional do Distrito Federal, do Centro Brasileiro de Estudos Portugueses e professora extraordinária da Universidade Federal de Minas Gerais. Foi professora de Língua Portuguesa da UFC, coordenadora de atividades de extensão e dos Encontros Literários do Departamento de Literatura.
Ensaísta, com trabalhos publicados em revistas culturais e antologias, ingressou na Academia Cearense de Letras no dia 15 de agosto de 1988, ocasião em que foi saudada pelo acadêmico Horácio Dídimo. Ocupa a cadeira 33, vaga com o falecimento do poeta Otacílio Colares, cujo patrono é o escritor Rodolfo Teófilo. Há vários anos preside a Comissão de Redação da Revista da Academia Cearense de Letras.

## Obra
- O Franciscanismo na obra de Eça de Queirós,
- Nos Caminhos da Literatura, Ensaios, (1983),[15]
- Mar e Sertão: Aproximações Entre Fernando Pessoa e Guimarães Rosa, (1992),[16]
- Transpondo os Umbrais da Academia, em colaboração com César Barros Leal, (2007),
- A Obra Poética de Luciano Maia, (2011),